# Burni Samargadeng
Burni Samargadeng är ett berg i Indonesien.   Det ligger i provinsen Aceh, i den västra delen av landet, 1 600 km nordväst om huvudstaden Jakarta. Toppen på Burni Samargadeng är 1 018 meter över havet, eller 427 meter över den omgivande terrängen. Bredden vid basen är 5,2 km.
Terrängen runt Burni Samargadeng är huvudsakligen lite bergig. Trakten runt Burni Samargadeng är nära nog obefolkad, med mindre än två invånare per kvadratkilometer. I omgivningarna runt Burni Samargadeng växer i huvudsak städsegrön lövskog.